# Ornebius obscuripennis
Ornebius obscuripennis är en insektsart som först beskrevs av Lucien Chopard 1930.  Ornebius obscuripennis ingår i släktet Ornebius och familjen Mogoplistidae. Inga underarter finns listade i Catalogue of Life.